# Chelonus cushmani
Chelonus cushmani är en stekelart som beskrevs av Mccomb 1968. Chelonus cushmani ingår i släktet Chelonus och familjen bracksteklar. Inga underarter finns listade i Catalogue of Life.